# 井上精三
井上 精三（いのうえ せいぞう、1901年 - 1988年5月18日）は、郷土史家。
福岡県博多下西町（現福岡市博多区）生まれ。西南学院高等学部（現西南学院大学）卒業。NHKに入り、各地の放送局で勤務。1951-1955年弘前放送局長、1956年退職。郷土史研究者として活動した。

## 著書
- 『にわか今昔談義』博多仁和加振興会 1957
- 『博多風俗史 遊里編』積文館書店 1968
- 『博多風俗夜話』福岡市観光協会 1977
- 『福岡町名散歩』葦書房 1983
- 『どんたく・山笠・放生会』葦書房 1984
- 『川上音二郎の生涯』葦書房 1985
- 『博多郷土史事典』葦書房 1987
- 『博多大正世相史』海鳥社 海鳥ブックス 1987
- 『博多にわか読本』葦書房 1987

### 共著
- 『いにしへ写真館 なつかしの津軽100景』井上精三,藤巻健二写真 小野いるま文 北方新社 2006